# Кагияма, Юма
Юма Кагияма (яп. 鍵山 優真 Кагияма Ю:ма, родился 5 мая 2003, Иокогама) — японский фигурист, выступающий в одиночном катании. Двукратный серебряный призёр Олимпийских игр в личном турнире (2022) и в командном соревновании (2022), трёхкратный серебряный призёр чемпионата мира (2021, 2022, 2024), бронзовый призёр чемпионата мира (2025), чемпион четырёх континентов (2024), бронзовый призёр чемпионата четырёх континентов (2020), серебряный (2024) и бронзовый (2023) призёр финала Гран-при, победитель Всемирных студенческих игр (2025), серебряный призёр Азиатских игр (2025), чемпион Японии (2025). На юниорском уровне становился олимпийским чемпионом (2020), чемпионом Японии и серебряным призёром чемпионата мира (2020).
Тренируется под руководством отца — Масакадзу Кагиямы — бывшего фигуриста, который участвовал в двух Олимпийских играх (1992, 1994).
По состоянию на 30 марта 2025 года занимает 2-е место в рейтинге Международного союза конькобежцев.

## Карьера
В 2020 году Юма впервые выступил на чемпионате четырёх континентов. Он показал зрелое, взрослое катание, установив личный рекорд в короткой и произвольной программах. По сумме прокатов занял третье место с 270,61 баллами, что стало шестым лучшим показателем сезона в мужском одиночном катании.
Сезон 2020/2021 начал на турнире NHK Trophy, где он одержал победу. В декабре выступил на чемпионате Японии. После короткой программы он занимал второе место, опередив Сёму Уно, однако турнир завершил на третьем месте. Кагияма вошёл в состав сборной Японии на чемпионат мира в Стокгольме. После короткой программы он занимал второе место после Юдзуру Ханю, в произвольной программе так же выступил успешно и сумел завоевать серебряную медаль, улучшив свои результаты в короткой и произвольной программе, а также по сумме двух программ.
Олимпийский сезон 2021/2022 Кагияма начал в октябре на турнире Asian Open, где он занял первое место. В произвольной программе он впервые на соревнованиях попробовал исполнить четверной риттбергер, однако прыжок получился с приземлением в степаут.
В ноябре выиграл третий этап серии Гран-при Gran Premio d'Italia, поднявшись на верхнюю строчку турнирной таблицы после седьмого места в короткой программе. В этом же месяце победил на пятом этапе серии Гран-при Internationaux de France, выиграв и короткую, и произвольную программу. С двумя победами на этапах Гран-при Кагияма отобрался в Финал Гран-при, однако из-за угрозы распространения нового штамма COVID-19 турнир был отменён.
В декабре на чемпионате Японии завоевал бронзовую медаль, по результатам национального первенства вошёл в состав сборной Японии на Олимпийские игры в Пекине.
На Олимпийских играх в составе сборной Японии принял участие в командных соревнованиях. Кагияма выступил только в произвольной программе. Он занял первое место, показав хороший прокат только с небольшой ошибкой при исполнении четверного риттбергера, установил новый лучший результат в 208,94 баллов и принёс в актив японской сборной 10 очков. В итоге сборная Японии завоевала бронзовые медали командного турнира. В личном турнире Кагияма стал вторым в обеих программах и завоевал серебряную медаль Олимпийских игр. Завершил сезон на чемпионате мира в Монпелье, где стал вторым и в короткой, и в произвольной программе, и во второй раз в своей карьере сумел завоевать серебряную медаль чемпионата мира.
В новом сезоне Кагияма был заявлен на этапы Гран-при в США и во Франции, однако из-за травмы он снялся с турниров.

## Программы
| Сезон     | Короткая программа                                                                                       | Произвольная программа | Показательные номера                                                                       |
| --------- | --- | --- | ------------------------------------------------------------------------------------------ |
| 2024—2025 | - «The Sound of Silence» Simon & Garfunkel в исполнении Милоша Карадаглича, Гару хореография: Лори Никол | - «Ameksa (District 78 Remix)» Taalbi Brothers - «Romanza from Concertino for Guitar & Orchestra in A Minor, OP. 72» Карин Шаупп, Сальвадор Бакариссе хореография: Лори Никол | - «Skydance» Ким Планерт, Марианн Плешкань - «Resolve» Нэйтан Ланье хореография: Син Йеджи |
| 2023—2024 | - «Believer» Imagine Dragons хореография: Ше-Линн Бурн                                                   | - «Rain, In Your Black Eyes» Эцио Боссо хореография: Лори Никол | - «Underground» Cody Fry хореография: Акико Судзуки                                        |
| 2022—2023 | - «Believer» Imagine Dragons хореография: Ше-Линн Бурн                                                   | - «Rain, In Your Black Eyes» Эцио Боссо хореография: Лори Никол | - «Underground» Cody Fry хореография: Акико Судзуки                                        |
| 2021—2022 | - «When You're Smiling» Майкл Бубле хореография: Лори Никол                                              | - «Гладиатор»: - «Gladiator Rhapsody» Ханс Циммер - «Nelle Tue Mani (Now We are Free)» Ханс Циммер в исполнении Андреа Бочелли хореография: Лори Никол                        | - «Toward Tomorrow» Misia                                                                  |
| 2020—2021 | - «Vocussion» Йо Йо Ма хореография: Лори Никол                                                           | - «Аватар»: - «Jake Enters His Avatar World» - «The Bioluminescence of the Night» - «Gathering All the Na'vi Clans for battle» Джеймс Хорнер хореография: Лори Никол          | - «Take Five» Квартет Дейва Брубека хореография: Мисао Сато                                |
| 2019—2020 | - «Piano Concerto "Fate"» Акира Сенджу хореография: Мисао Сато                                           | - «Такер: Человек и его мечта»: - «Speedway» - «The Trial» - «Toast of the Town» Джо Джексон хореография: Мисао Сато                                                          | - «BomBom» Macklemore & Райан Льюис, The Teaching                                          |
| 2018—2019 | - «Let The Good Time Roll» Сэм Теард, Флиси Мур в исполнении Fishbone хореография: Мисао Сато            | - «Ryomaden» - «Kaikoku» Наоки Сато хореография: Мисао Сато |                                                                                            |

## Результаты
| Соревнования                            | 16/17         | 17/18         | 18/19         | 19/20         | 20/21         | 21/22         | 22/23         | 23/24         | 24/25         |
| Международные                           | Международные | Международные | Международные | Международные | Международные | Международные | Международные | Международные | Международные |
| --------------------------------------- | ------------- | ------------- | ------------- | ------------- | ------------- | ------------- | ------------- | ------------- | ------------- |
| Зимние Олимпийские игры                 |               |               |               |               |               | 2             |               |               |               |
| Чемпионат мира                          |               |               |               |               | 2             | 2             |               | 2             | 3             |
| Чемпионат четырёх континентов           |               |               |               | 3             |               |               |               | 1             |               |
| Финал Гран-при                          |               |               |               |               |               | C             |               | 3             | 2             |
| Этап Гран-при. NHK Trophy               |               |               |               |               | 1             |               |               | 1             | 1             |
| Этап Гран-при. Internationaux de France |               |               |               |               |               | 1             |               | 3             |               |
| Этап Гран-при. Skate America            |               |               |               |               |               |               |               |               |               |
| Этап Гран-при. Финляндия                |               |               |               |               |               |               |               |               | 1             |
| Этап Гран-при. Италия                   |               |               |               |               |               | 1             |               |               |               |
| Челленджер. Lombardia Trophy            |               |               |               |               |               |               |               | 1             | 2             |
| Asian Open Trophy                       |               |               |               |               |               | 1             |               |               |               |
| International Challenge Cup             |               |               | 2             |               |               |               |               |               |               |
| Азиатские игры                          |               |               |               |               |               |               |               |               | 2             |
| Всемирные студенческие игры             |               |               |               |               |               |               |               |               | 1             |
| Международные командные                 |               |               |               |               |               |               |               |               |               |
| Зимние Олимпийские игры                 |               |               |               |               |               | 2             |               |               |               |
| Командный чемпионат мира                |               |               |               |               |               |               |               |               | 2             |
| Юношеские Олимпийские игры              |               |               |               | 2             |               |               |               |               |               |
| Международные среди юниоров             |               |               |               |               |               |               |               |               |               |
| Чемпионат мира                          |               |               |               | 2             |               |               |               |               |               |
| Юношеские Олимпийские игры              |               |               |               | 1             |               |               |               |               |               |
| Финал Гран-при                          |               |               |               | 4             |               |               |               |               |               |
| Гран-при. Польша                        |               |               |               | 2             |               |               |               |               |               |
| Гран-при. Франция                       |               |               |               | 1             |               |               |               |               |               |
| Гран-при. Канада                        |               |               | 4             |               |               |               |               |               |               |
| Гран-при. Армения                       |               |               | 2             |               |               |               |               |               |               |
| Asian Open Trophy                       |               |               | 1             |               |               |               |               |               |               |
| Национальные                            |               |               |               |               |               |               |               |               |               |
| Чемпионат Японии                        |               |               | 6             | 3             | 3             | 3             | 8             | 2             | 1             |
| Чемпионат Японии среди юниоров          | 11            | 12            | 5             | 1             |               |               |               |               |               |